# Eishockey in Altenau
Eishockey wurde in Altenau (damals Ortschaft der Samtgemeinde Oberharz) von 1973 bis 2007 gespielt. Der EG Oberharz und der SC Altenau spielten jeweils zwei Jahre in der Regionalliga Nord. Der TV Jahn Wolfsburg spielte mangels Eishalle in Wolfsburg ebenfalls in Altenau, vier Spielzeiten in der Regionalliga und eine Spielzeit in der Oberliga Nord.
Gespielt wurde in der Eishalle des Sportzentrums Aqua-Polaris. Das Stadion hatte eine Zuschauerkapazität von 1200 Plätzen und wich 2007 dem Bau der Kristall-Therme „Heißer Brocken“.

## Geschichte Herrenteams

### EG Oberharz
Der EG Oberharz spielte 1973 bis 1975 in der Regionalliga Nord.

### SC Altenau
Der Ski Club Altenau von 1898 spielte von 1975 bis 1977 in der Regionalliga Nord.
Weitergeführt die Eishockey-Abteilung des SC Altenau dann 1978 durch den USC-Clausthal.

### USC-Clausthal (Unisportclub)
spielte ebenfalls in der Regionalliga Nord und führte diese regelmäßig an, allerdings ohne Aufstiegsambitionen. Trainiert wurde zweimal wöchentlich in Altenau und je nach Spielplan gab es dann Samstagabend ein Spiel in der Altenauer Eishalle.

### Jahn Wolfsburg
1971 schloss sich der SEC Wolfsburg, der in Hannover gespielt hatte, dem TV Jahn Wolfsburg an und spielte anschließend in Altenau – in Wolfsburg gab es damals noch keine Eishalle. Der TV Jahn spielte 1981/82 in der Oberliga, wobei die letzten Spiele in Braunschweig stattfanden, ging aber anschließend in Konkurs. Der neugegründete TV Jahn Wolfsburg spielte dann ab 1984 im neu gebauten Eispalast Wolfsburg.

### EHC Osterode
Der EHC Südharz wurde am 1. Dezember 1983 als Fan Club des EC Braunlage gegründet. Er hatte ab 1984 Eiszeiten in Altenau. 1985/86 startete er in der Landesliga Niedersachsen. 1987 wurde der Name in EHC Osterode geändert. 1991 stieg die Mannschaft in die Niedersachsenliga auf, wo sie bis 1995 spielte. Nach einigen Jahren in der Mitteldeutschen Hobby-Liga, die man 1997 gewann, meldete man 1998 wieder für die Niedersachsenliga, nach einem Streit mit dem Vorstand trat die Mannschaft aber aus dem Verein aus. 2005 startete der Verein wieder neu in der Niedersachsenliga. Nach der Schließung der Eishalle Altenau zog der EHC Osterode in das Eisstadion Braunlage um und spielte dort noch zwei Jahre in der Verbandsliga. Seitdem werden nur noch Freundschaftsspiele ausgetragen.

### EC Altenau
Der EC Altenau „Die Oberharzer“ startete 1999 in der Niedersachsenliga. Nach einer Saison bildete man die Spielgemeinschaft EC Altenau/EHC Osterode. 2002 treten die Mitglieder des EC Altenau dem EHC Osterode bei.

### Weitere Hobbyteams
- Power Bully’s Eishockeyteam (1997 gegründet, 2011 aufgelöst)[10]
- Ice Bulls (1997 gegründet); nach Übertritt von Power Bully's Spielern in Harzer Luchse umbenannt, spielt in der Wittener Hockey League (2008 aufgelöst)[10]

## Frauen
Im Mai 1992 wurde der Spielbetrieb der Frauenmannschaft Eishexen EHC Osterode aufgenommen, die 1992/93 in der Damenliga Niedersachsen startete. Im Januar 1994 trat die Mannschaft nach Disziplinarmaßnahmen gegen den Frauentrainer aus dem Verein aus. Der Verein bildete eine neue Frauenmannschaft in Spielgemeinschaft mit dem USC Clausthal (Eishexen USC Clausthal/EHC Osterode) für Freundschaftsspiele bis Ende 1995. Ab Januar 1998 nennt sich die Mannschaft des EHC Osterode Eisbären. 1999/2000 spielte die Frauenmannschaft in der Niedersachsenliga, 2000 bis 2002 als Spielgemeinschaft mit den Ice-Cats Kassel in der 2. Damenliga Nord/Ost. 2003/04 spielten die Eisbären in der 2. Damenliga Nord/Ost und stiegen in die 1. Damenliga Nord/Ost auf. Dort gelang der sofortige Aufstieg in die 2. Liga Nord. 2006/07 wird die inoffizielle Spielgemeinschaft mit dem WSV Braunlage – Spielgemeinschaften sind in der 2. Liga nicht möglich – Meister, verzichtet aber auf den Aufstieg. Die Mannschaft des EHC Osterode wird daraufhin abgemeldet.